# Tratamento de águas residuais
Tratamento de águas residuais é a designação genérica para um vasto número de técnicas, geralmente implementadas em Estação de Tratamento de Águas Residuais (ETAR), onde se combinam os sistemas e tecnologias necessárias que permitem adequar as águas residuais à qualidade requerida para descarga no meio receptor. Existem quatro graus de tratamento: pré-tratamento, tratamento primário, tratamento secundário e tratamento terciário.
No caso do tratamento de águas residuais de origem doméstica, podem ser referidos, de forma resumida, os seguintes sistemas:
- Biodiscos
- Filtros biológicos
- Reator Anaeróbio de Manta de Lodo ou UASB ou RAFA
- Lagunagem
- Lamas ativadas ou lodos ativados
- Leitos percoladores
- Sistemas combinados, UASB e lodos ativados ou UBOX®

## Pré-tratamento
O pré-tratamento ou tratamento preliminar visa a retirar, da água, sólidos grosseiros ou separar quantidades excessivas de líquidos orgânicos, como óleos e graxas.
É feito através de um dispositivo de retenção, frequentemente através do gradeamento. Porém existem outros métodos, como as peneiras estáticas e as peneiras móveis. A remoção de óleos e graxas pode ser feita através de caixas de gordura (domiciliares ou coletivas), da adaptação de um dispositivo removedor de gorduras em decantador, tanque aerado ou separador de óleo.

## Tratamento primário
Consiste na remoção de poluentes inorgânicos, metais pesados e outros através de vários processos como sedimentação, floculação ou decantação. O principal objetivo nessa fase é obter um efluente clarificado. Este processo gera um lodo, que deverá ser manejado de maneira adequada, através do processo de adensamento de lodo.
É empregado para a remoção de sólidos em suspensão e material graxo (óleos e graxas). É, também, considerado tratamento primário, o condicionamento do despejo visando a seu posterior lançamento no corpo reator ou ainda numa unidade de tratamento subsequente (tratamento secundário/terciário).